# Blaine (Tennessee)
Pour les articles homonymes, voir Blaine.
Blaine est une municipalité américaine située dans le comté de Grainger au Tennessee.
Selon le recensement de 2010, Blaine compte 1 856 habitants. La municipalité s'étend sur 9,39 milles carrés (24,32 km2).
La localité est nommée en l'honneur de Robert Blaine, qui y ouvre un magasin général vers 1890. Blaine devient une municipalité en 1978.